# Nycteris major
Nycteris major é uma espécie de morcego da família Nycteridae. Pode ser encontrada na África Ocidental e Central: Libéria, Guiné, Costa do Marfim, Camarões, República Centro-africana, República Democrática do Congo, e Zâmbia.